# Sneakernet

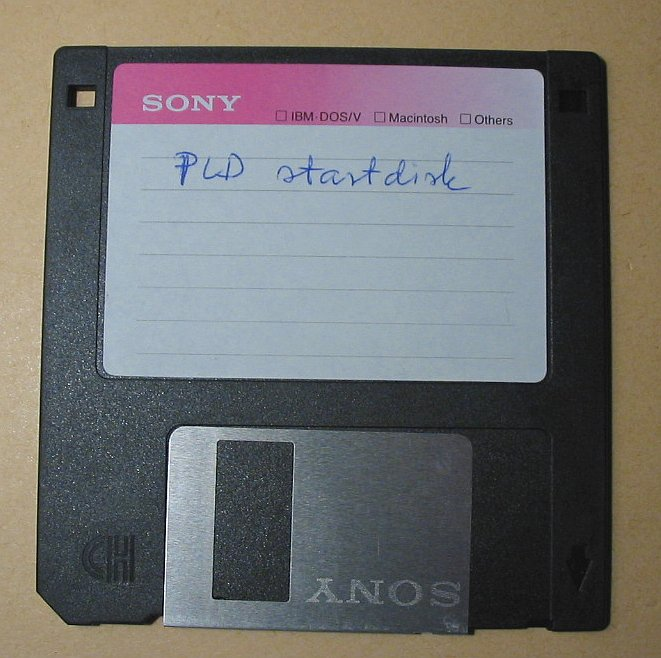
W środowisku bezsieciowym dyskietka była kiedyś podstawowym sposobem przenoszenia danych pomiędzy komputerami.

Sneakernet (pl. sieć piesza) – nazwa określająca przenoszenie danych elektronicznych pomiędzy komputerami, szczególnie plików komputerowych, poprzez fizyczny transport nośników danych, takich jak: taśma magnetyczna, dyskietka, CD, pamięć USB lub dysk twardy.
Nazwa pochodzi od połączenia angielskich słów sneaker i net. Sneaker (pol. tenisówka, trampek) odnosi się do butów osoby transportującej nośnik danych, czyli żartobliwie nawiązuje do sposobu transportu. Net to skrót od network – sieć.
W RPA używa się nazwy takkie net, gdzie takkie jest odpowiednikiem słowa sneaker w południowoafrykańskim angielskim. W podobny sposób w Boliwii używa się nazwy abarka net, gdzie abarka jest rodzajem obuwia robionego ze starych opon.

## Przykłady użycia
- Google wykorzystywał sneakernety do transportu zbiorów danych o rozmiarze do 120 TB, których transport trwałby zbyt długo przy wykorzystaniu obecnie istniejących sieci komputerowych[3].

- Projekt SETI@home używał sneakernetu, aby obejść ograniczenia sieci komputerowych. Dane zarejestrowane przez radioteleskop w obserwatorium Arecibo były zapisywane na taśmach magnetycznych, które przesyłano do Berkeley w Kalifornii, gdzie przetwarzano dane. W 2005 roku James Gray oświadczył, że przesyłał nie tylko dyski twarde, ale również całe komputery, aby uniknąć problemów związanych z odczytem danych[4].

- Teoretyczna pojemność Boeinga 747 wypełnionego płytami Blu-ray wynosi 595 520 terabitów, czyli lot z Nowego Jorku do Los Angeles pozwoliłby na osiągnięcie prędkości 37 034,826 Gb/s[5].